# .414 SuperMag
Bei der .414 SuperMag handelt es sich um eine Revolverpatrone, die von Elgin T. Gates und Dan Wesson Firearms für den Schießsport entwickelt wurde.

## Bezeichnung
Im deutschen Nationalen Waffenregister (NWR) wird die Patrone unter Katalognummer 2339 unter folgenden Bezeichnungen geführt (gebräuchliche Bezeichnungen in Fettdruck)
- .414 Super Mag (Hauptbezeichnung)
- .414 E.T. Gates
- .414 Elgin Gates Super Mag
- .414 Gates

Weitere bekannte Bezeichnungen
- .414 SuperMag
- .414 Super Magnum
- .414 Elgin Gates Super Magnum
- .414 E. T. Gates
- 10.5 × 41 R
- ECRA-ECDV 10 041 CBC 040[2]

## Geschichte
In den 1970er-Jahren wurden nach Arbeiten von Elgin T Gates eine Reihe von sogenannten Super-Mag-Revolverpatronen entwickelt. Aus dieser Reihe wurde sowohl Munition, wie auch entsprechende Revolver von Dan Wesson Firearms in den Kalibern .357 SuperMag, .375 SuperMag .414 SuperMag, .445 SuperMag gefertigt.
Der Vorläufer der Patrone .414 SuperMag ist die Patrone .41 Remington Magnum. Wie aus der Bezeichnung Super Magnum erkennbar ist, handelt es sich dabei um nochmals verstärkte Versionen, die auf verschiedenen Magnum-Kalibern basieren. Diese Patrone wurde unter anderem durch erfolgreichen Einsatz beim Sportschießen bekannt. Die Markteinführung der Patrone war nicht erfolgreich, da sich die Leistung der Patrone im Vergleich zur verbreiteten .44 Remington Magnum nicht wesentlich abhebt.

## Verwendung
Die Patrone .414 SuperMag wird vorwiegend in Sportrevolvern genutzt. So wird beispielsweise in der Disziplin „Metallic Silhouette“ mit dieser Patrone auf Entfernungen von 50 bis 200 Metern geschossen. Die Patrone wurde kaum von Munitionsherstellern angeboten, weshalb die tatsächliche Nutzung eher als gering einzuschätzen ist.

## Technische Details

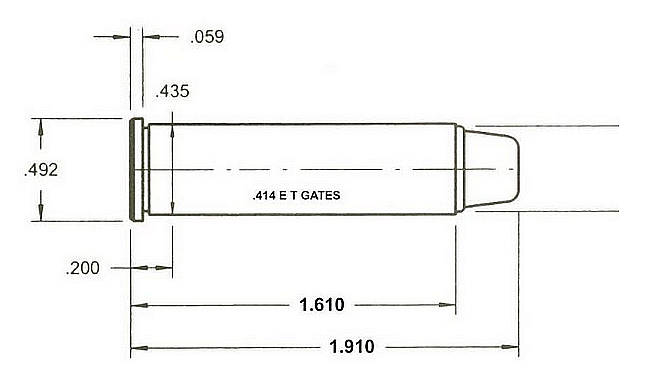
.414 SuperMag Abmessungen in Zoll-Maßen

### Kalibermaße
Das Kaliber .414 Super Magnum entspricht in metrischen Kaliberangaben 10,5 × 41 R.
Es werden Geschosse mit Gewichten von 11,02 Gramm (170 Grain) und 14,26 Gramm (220 Grain)verwendet, wobei zu ballistischen Tests besondere Ladedaten bekannt sind.

### Mündungsgeschwindigkeit und Leistung
Die Mündungsgeschwindigkeit beträgt je nach Ladung, Lauflänge und Geschossgewicht zwischen 410 und 520 Meter pro Sekunde (m/s). Der Gasdruck beträgt bis 3.450 Bar (50.000 psi).
Dieses Kaliber wurde im Hinblick einer großen zielballistischen Leistung entwickelt. Neben den Energiewerten in Joule wird dazu das ‚Momentum‘ nach der Formel: V0 (in 100 m/s) × Geschossmasse (in Gramm) × 0,0225 berechnet.